# Siemens-Halske Sh 14
El Siemens-Halske Sh 14 va ser un motor aeronàutic radial, de set cilindres i refrigerat per aire. Produït a alemanya des de 1928 fins al final de la Segona Guerra Mundial per Siemens & Halske. Tenia una potència de 125 CV (93Kw). Després de la creació de la filial Siemens Apparate und Maschinen GmbH (SAM) creada el 1933, el Sh 14 també es coneix com a SAM 314, seguint la nomenclatura del RLM. Des de 1936, la construcció del motors aeronàutics de SAM es va traslladar a l'empresa de nova creació Brandenburgische Motorenwerke, reanomenant-se el motor com a Bramo 314. El 1939, BMW es va fer càrrec de Bramo com a part d'un programa d'expansió. Després d'això, el motor també se'l coneix com a BMW-Bramo Sh 14.